# Palaung
El palaung és la llengua parlada pel poble dels palaungs a Birmània (Myanmar), Tailàndia i Xina. La llengua palaung pertany al grup austroasiàtic de la subfamília mon-khmer del subgrup palàungic, enllaç entre el món i el khasi. És aïllat, atònic i ple de guturals i està emparentat a les llengües vernaculars dels was, riangs i hkamuks (aquests darrers de Tailàndia). Hi ha diversos dialectes tots molt similars.